# Jean Joseph Kasonga Mukuta
Jean-Joseph Antoine Makuta Kasonga  né le 1er novembre 1947 à Bunkonda dans le Kasaï-oriental, est un économiste et homme politique de la République démocratique du Congo, ministre de l'agriculture dans le gouvernement Ilunga,.